# Bola Sete
Bola Sete (Río de Janeiro, 16 de julio de 1923 - Greenbrae, 14 de febrero de 1987) nacido con el nombre de Djalma de Andrade, fue un guitarrista brasileño de Jazz, Bossa Nova y Samba. Sete saltó a la fama especialmente por sus colaboraciones con Dizzy Gillespie y Vince Guaraldi.

## Biografía
Nació en Río de Janeiro con el nombre de Djalma de Andrade.  Bola Sete, que significa bola siete, es el número de la única bola negra en el juego del snooker, muy popular en Brasil. Sete adoptó ese nombre cuando en sus inicios él era el único integrante negro de una pequeña banda de jazz en la que tocaba.
Sete estudió guitarra en el conservatorio de Río y comenzó a actuar con su propio sexteto y con grupos locales de samba cuando aún era estudiante. Sus primeras influencias fueron guitarristas como: Django Reinhardt, Charlie Christian, Barney Kessel, George Van Eps y Oscar Moore del trío Nat King Cole. Sete sentía una gran admiración por las big-band lideradas por Dizzy Gillespie, Tommy Dorsey y Woody Herman que por aquel entonces realizaban giras por Sudamérica.
Su carrera comenzó en 1952 tocando en clubes y hoteles de Italia. Retornó a Brasil y comenzó una gira por Sudamérica durante la cual el director de los hoteles Sheraton se fijó en él y le propuso viajar a Estados Unidos para tocar allí en los hoteles de la cadena. Él estuvo primero en el New York's Park Sheraton y después en el Sheraton Palace de San Francisco. Allí se hospedaba por aquel entonces 
Dizzy Gillespie quien escuchó tocar a Sete. Cuando Dizzy un día llevó al pianista de su grupo, Lalo Schifrin, al hotel descubrieron que Schifrin y Sete había tocado juntos en Argentina. Este encuentro fue el comienzo de los éxitos en EE. UU. para Sete. En el otoño de 1962, Dizzy llevó a Sete al Festival de Jazz de Monterey donde cosechó un gran éxito.
Sete realizó una serie de actuaciones con Dizzy y cuando volvió a San Francisco se unió al trío de Vince Guaraldi. El grupo era bastante conocido en Estados Unidos y su asociación con Guaraldi trajo consigo varias grabaciones muy bien recibidas. Después de dos años con Guaraldi, Sete formó su propio trío con Sebastião Neto al bajo y  Paulinho da Costa en la batería. Con este trío, en 1966, actuó  de nuevo en el festiva de Monterey y lanzó el álbum Bola Sete at the Monterey Jazz Festival con el directo de la actuación el cual alcanzó el puesto 20 en la lista de éxitos del Jazz.

## Fallecimiento
En los 80 a Sete se le diagnosticó un cáncer de pulmón. El 14 de febrero de 1987 falleció en el hospita Marin General de Greenbrae a causa de una neumonía agravada por el cáncer.
Algunas composiciones que había grabado poco antes de su muerte fueron recopiladas y lanzadas en el álbum Winspell en 2008.

## Discografía
Personal
- Aqui está o Bola Sete (1957)
- Travessuras do Bola Sete (1958)
- Bola Sete e 4 trombones (1958)
- Ritmolândia (1958)
- Carnival in Rio (Puchito, 1958)
- Bola Sete em Hi-Fi (1958)
- É a Bola da Vez (1959)
- O Extraordinario Bola Sete (1961)
- Bossa Nova (1962)
- Tour de Force (1963)
- The Incomparable Bola Sete (1965)
- The Solo Guitar of Bola Sete (1965)
- Autentico! (1966)
- Workin' on a Groovy Thing (1970)
- Shebaba (1971)
- Goin' to Rio (1973)
- Ocean (1975)
- Jungle Suite (1985)
- Windspell (2008)

Con Vince Guaraldi
- Vince Guaraldi, Bola Sete and Friends (1963)
- From All Sides (1964)
- Live at El Matador (1966)

Como acompañante
- New Wave (1963), Dizzy Gillespie, feat. Lalo Schifrin

Compilaciones
- Ocean Memories (1999)
- Voodoo Village (2004)

En vivo
- Bola Sete at the Monterey Jazz Festival (1967)
- Live at Grace Cathedral (Samba Moon, 2003)